# Красноармейск (станция, Московская железная дорога)
Красноарме́йск — конечная железнодорожная станция тупиковой линии Софрино — Красноармейск Ярославского направления Московской железной дороги в одноимённом городе Московской области. Входит в Московско-Курский центр организации работы железнодорожных станций ДЦС-1 Московской дирекции управления движением. По основному характеру работы является промежуточной, по объёму работы отнесена к 4 классу.
Находится на расстоянии 15 км от Софрино. Платформа высокая (построена в 1993 году). На станции — три пути, электрифицированы.
Через станцию проходит 6 пар поездов в будние дни и 7 пар поездов в выходные.
На станции сохранилась старая (низкая) платформа, на которую до 1993 года прибывал пригородный поезд из 3-классных вагонов под тепловозной тягой. Высокая платформа построена на месте разобранного 4-го пути станции. Турникеты отсутствуют, в здании вокзала работает касса, зал ожидания не работает, имеется место для ожидания во время дождя.
До 22 ноября 1994 года электрификации на железнодорожном пути не было, а по ветке от Софрино до Красноармейска ходил небольшой поезд на дизельной тяге. Платформа была короткой (на 6 вагонов).